# Johann Zacharias Richter

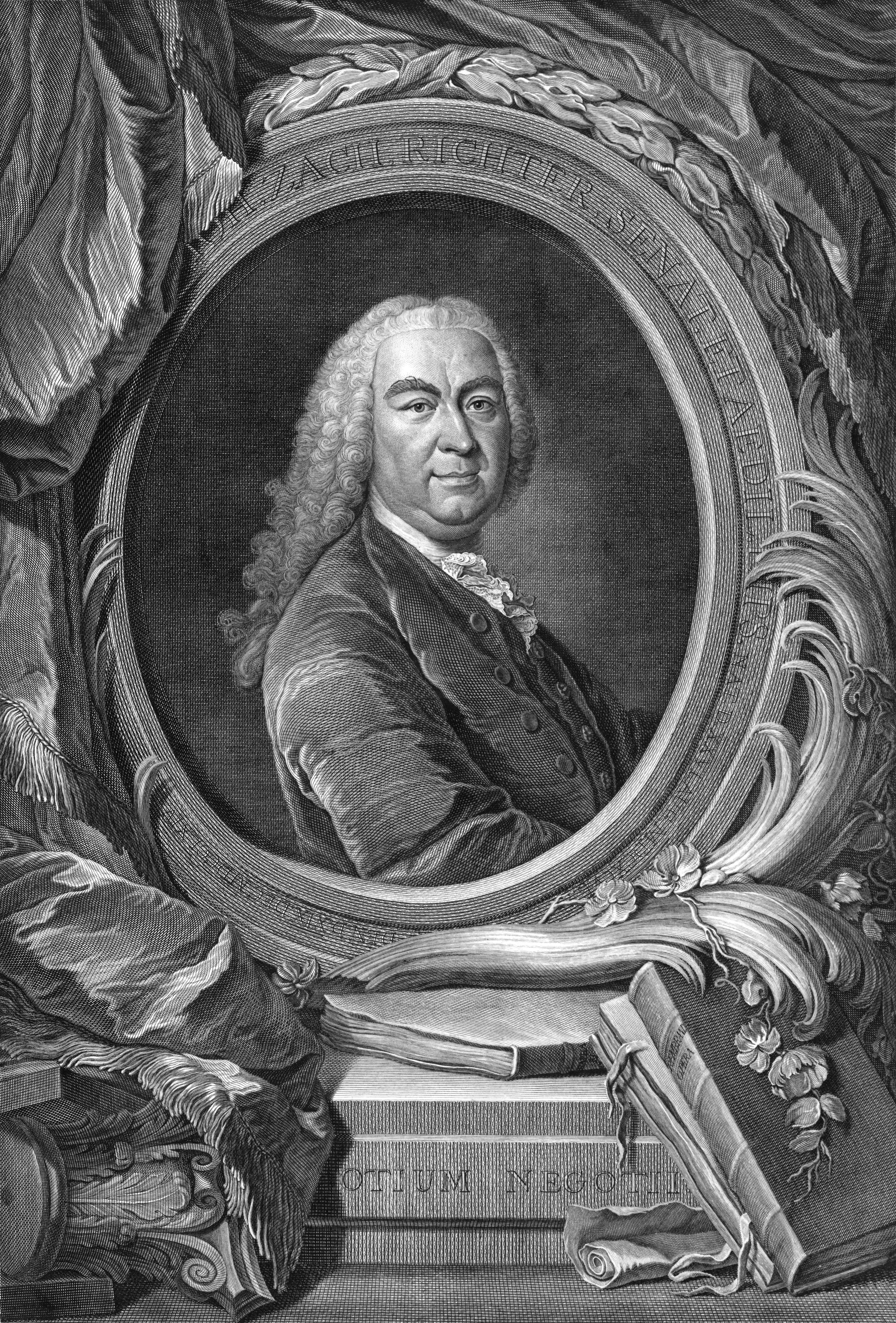
Johann Zacharias Richter

Johann Zacharias Richter (* 26. August 1696 in Leipzig; † 19. Dezember 1764 ebenda) war ein bedeutender Leipziger Handels- und Ratsherr. Er legte einen der berühmten Leipziger Barockgärten an und besaß eine große Kunstsammlung.

## Leben
Johann Zacharias Richter war der Sohn des Leipziger Handelsherrn Thomas Richter (1652–1719) und der Bruder des Ratsherrn Johann Christoph Richter (1689–1751). Die Familie Richter war durch den Handel mit erzgebirgischen Blaufarbenwaren (Smalte) zu Reichtum gelangt. Ihr gehörte ein Anwesen in der Reichsstraße, das später Deutrichs Hof hieß.

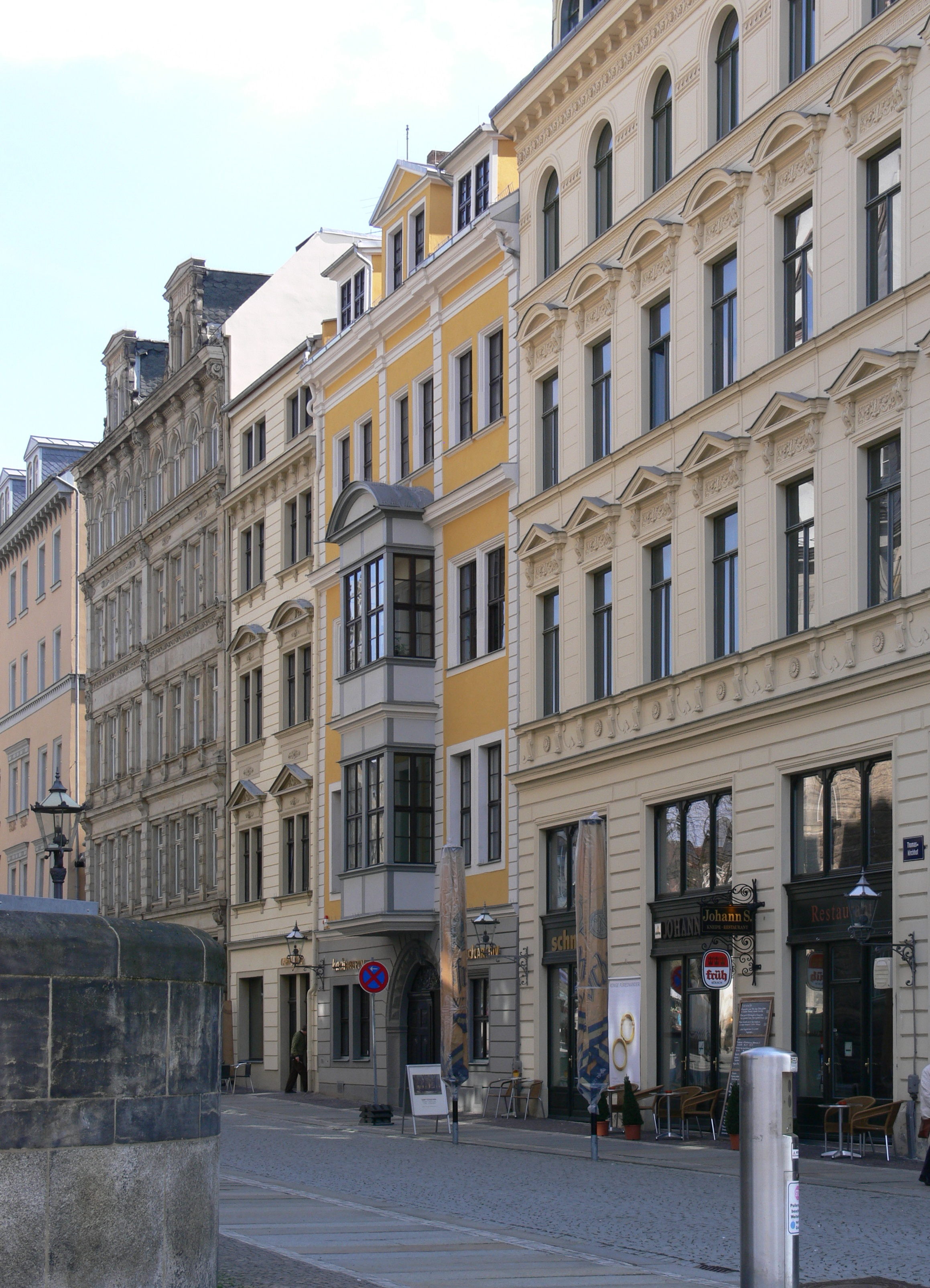
Das 1745 von Richter erworbene Bosehaus (Mitte), 2010

Auch Johann Zacharias Richter betrieb den Handel mit Blaufarbenwaren. Er ging 1711 nach Hamburg und übernahm die dortige Filiale des Richterschen Handelshauses. In Hamburg heiratete er 1720 Maria Elisabeth Richter. Nachdem diese 1726 gestorben war, kehrte Richter 1727 nach Leipzig zurück. Im November des gleichen Jahres heiratete er Anna Margaretha Behrmann. Mit ihr hatte er fünf Söhne und eine Tochter, die im Kindesalter starb. 1735 erwarb er in der westlichen Vorstadt Leipzigs zwei Gartengrundstücke und legte auf diesen bis 1740 einen der berühmten Leipziger barocken Prachtgärten, den Richterschen Garten, an.
Nach dem Tod seiner zweiten Frau heiratete Richter 1744 Christiana Sibylla Bose (1711–1749), die älteste Tochter des  Georg Heinrich Bose (1682–1731), Betreiber einer Gold und Silberwarenmanufaktur und Sohn des Handels- und Ratsherrn Caspar Bose (1645–1700). Georg Heinrich Bose hatte 1710 ein Haus am Thomaskirchhof erworben und 1711 in barockem Stil umgebaut. Dieses Haus, das heutige Bosehaus, kaufte Richter 1745 von der Erbengemeinschaft Bose, der auch seine Frau angehörte.
Hier brachte Richter seine große Kunstsammlung unter, denn er war ein begeisterter und wegen seiner finanziellen Möglichkeiten sehr erfolgreicher Kunstsammler. Seine Sammlung umfasste am Ende etwa 400 Gemälde, darunter Werke von Rubens, Rembrandt und Tizian, über 1000 Handzeichnungen und mehrere Tausend Kupferstiche. Nach seinem Tode machte sein Sohn Johann Thomas Richter die Sammlung der Öffentlichkeit zugänglich.
Auch im öffentlichen Leben der Stadt nahm Johann Christoph Richter eine bedeutende Stellung ein. Er war Ratsherr, Ratsbaumeister, Handlungsdeputierter und Stadthauptmann. Er gehörte auch der karitativen Gesellschaft der Vertrauten an, die sich aus dem Leipziger Patriziat rekrutierte.

## Literatur

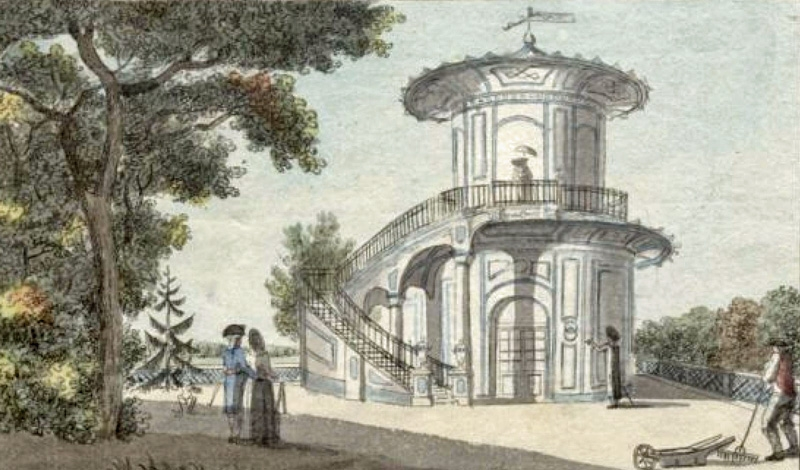
In Richters Garten